# Дејвид Нивен
Дејвид Нивен (енгл. David Niven; Лондон, 1. март 1910 — Шато д’Оу, 29. јул 1983) био је британски глумац.

## Филмографија
| Улоге Дејвида Нивена |                          |                      |                         |          |
| Година               | Српски назив             | Изворни назив        | Улога                   | Напомена |
| 1939.                | Оркански висови          |                      | Едгар Линтон            |          |
| 1946.                | Питање живота и смрти    |                      | Питер Дејвид Картер     |          |
| 1956.                | Пут око света за 80 дана |                      | Филеас Фог              |          |
| 1958.                | Одвојени столови         |                      | мајор Полок             |          |
| 1961.                | Топови са Наварона       | The Guns of Navarone | каплар Џон Ентони Милер |          |
| 1963.                | Пинк Пантер              |                      | сер Чарлс Литон         |          |
| 1967.                | Казино Ројал             |                      | Џејмс Бонд              |          |
| 1978.                | Смрт на Нилу             |                      | поручник Рејс           |          |

- Филм Пут око света за 80 дана снимљен је по роману Пут око света за осамдесет дана Жил Верна.
- Филм Оркански висови снимљен је по роману Емили Бронте.